# Wyndham Clark
Wyndham Clark, né le 9 décembre 1993 à Denver, est un golfeur américain. Il prend part au circuit de la PGA Tour depuis 2017, et compte trois succès professionnels dont le prestigieux Open américain en 2023.

## Biographie

### 2023: Victoire surprise à l'Open américain
Intégrant le PGA Tour en 2017, Wyndham Clark ne s'était pas illustré dans les tournois du Grand Chelem avant l'édition 2023 de l'Open américain avec pour meilleur résultat une modeste 75e place au PGA Championship en 2021. Cette édition d'Open se déroule au « Los Angeles Country Club » à Los Angeles. Classé au-delà de la trentième place avant ce tournoi, il entame cet Open en se plaçant en troisième position avec une carte de 64 à deux coups des leaders Rickie Fowler et Xander Schauffele. Le second jour, seul Fowler le devance d'un coup, Clark ayant rendu une carte de 67. Clark occupe la tête du tournoi après le troisième jour à égalité avec Fowler avec une carte de 69, et devance d'un coup le Nord-Irlandais Rory McIlroy (en cours pour son cinquième titre de Grand Chelem). Le quatrième et dernier jour, partant ainsi en pole position, il réussit un birdie dès le trou n°1 et compte jusqu'à trois coups d'avance sur son plus proche poursuivant McIlroy avant de réaliser deux bogeys consécutifs aux trous 15 et 16 ramenant McIlroy à un coup de retard. Restant alors les deux derniers trous (17 et 18) pour assurer sa première victoire en Grand Chelem, Clark parvient à résister au retour de McIlroy et le remporte de manière inattendue à l'âge de 29 ans.
| Rang | Golfeur           | J 1 | J 2 | J 3 | J 4 | Total |
| ---- | ----------------- | --- | --- | --- | --- | ----- |
| 1    | Wyndham Clark     | 64  | 67  | 69  | 70  | 270   |
| 2    | Rory McIlroy      | 65  | 67  | 69  | 70  | 271   |
| 3    | Scottie Scheffler | 67  | 68  | 68  | 70  | 273   |
| 4    | Cameron Smith     | 69  | 67  | 71  | 67  | 274   |

## Palmarès

### Victoires professionnelles
| N° | Date       | Circuit principal | Tournoi                  | Score           | Par  | Marge   | Finaliste         |
| -- | ---------- | ----------------- | ------------------------ | --------------- | ---- | ------- | ----------------- |
| 9  | 07/05/2023 | PGA               | Wells Fargo Championship | 67-67-63-68=265 | - 19 | 4 coups | Xander Schauffele |
| 10 | 18/06/2023 | PGA               | Open américain           | 64-67-69-70=270 | - 10 | 1 coup  | Rory McIlroy      |
| 9  | 04/02/2024 | PGA               | AT&T Pebble Beach Pro-Am | 72-67-60=199    | - 17 | 1 coup  | Ludvig Åberg      |